# Leucania subpunctata
Leucania subpunctata là một loài bướm đêm trong họ Noctuidae.